# Morten Søkilde
Morten Søkilde (født 12. juli 1974) er en dansk digter og forfatter, uddannet fra Det Kongelige Danske Kunstakademi, billedhuggerskolen Frederiksholms Kanal ved Henrik B. Andersen 2002. Forfatterskolen 2004. The Commedia School 2005. Hans digtsamling "Pan – en fabel" betjener sig af en række stramme regler, hvoraf skal nævnes: af vokaler bruges kun e og a, samlingen rummer 14 digte, som hver er på 14 linjer, det ene digts sidste linje er første linje i det efterfølgende digt.
Sin kulturelle alsidighed har han bl.a. demonstreret som medvirkende i DR2 -programmet Den 11. time (hvor han i øvrigt er ansat som altmuligmand, herunder chauffør for programmets gæster). Han har således reciteret et Dylan Thomas-digt for sangeren Bryan Ferry.
Morten Søkilde spiller på Forfatterlandsholdet.

## Udgivelser
- Morten Søkilde 1974-2003, Adressens Forlag, 2003 (Digte)
- Pan – en fabel«&»Landskaber, Arena, 2007 (Digte)

## Priser
- Dan Turèll Prisen
- 2008 - Klaus Rifbjergs debutantpris for lyrik